# Østfronten under 1. verdenskrig
Østfronten var under 1. verdenskrig den vigtigste front i kampene mellem Centralmagterne Tyskland og Østrig-Ungarn på den ene side og Rusland på den anden. Krigsområdet omfattede store dele af Østeuropa og strakte sig efter Rumæniens indtræden i krigen i 1916 fra Baltikum til Sortehavet.
I modsætning til den næsten fastfrosne skyttegravskrig på Vestfronten skete der store frontforskydninger på Østfronten i løbet af hele krigen. Dette skyldtes bl.a., at Centralmagterne på grund af geografien nemmere kunne flytte tropper mellem krigsskuepladserne. Af afgørende betydning var imidlertid den tyske støtte til de revolutionære bolsjevikker under Lenin, som overtog magten i Rusland ved Oktoberrevolutionen i november 1917.
Efter hårdt pres fra Centralmagterne blev det revolutionære Russiske Føderative Sovjetrepublik (Russiske SFSR) til sidst tvunget til at indgå en separatfred i Brest-Litovsk i marts 1918. Ved freden opgav Russiske SFSR det økonomisk vigtige Ukraine. Eftersom USA i mellemtiden var indtrådt i krigen, fik denne tilsyneladende fordel for Centralmagterne ingen betydning for krigens udfald. Opløsningen af kejserrigerne Rusland og Østrig-Ungarn med deres mange folkeslag og grundlæggelsen af nye nationalstater efter krigen betød afslutningen på en epoke i Østeuropas historie.

## Det tyske riges udgangssituation

### Planer før krigen
Den tyske generalstab gik senest efter 1905 ud fra (se Schlieffenplanen), at en europæisk storkrig under alle omstændigheder måtte udkæmpes mod Frankrig og Rusland samtidig. Dette indeholdt den fare, at man kunne blive tvunget ud i en tofrontskrig, som betød at man måtte dele styrkerne, og derigennem risikere en langsom udmattelse. Dette ville man undgå ved i starten at koncentrere næsten alle styrker mod Frankrig for at gennemtvinge en afgørelse på Vestfronten. Først derefter ville man gå aktivt ind i krigen mod Rusland. Indtil da skulle de preussiske provinser i øst kun dækkes af en svag dækningsstyrke, og man var i værste fald forberedt på at trække sig tilbage til en linje bag øvre Oder – Posen – nedre Weichel. En plan, som forudså fransk neutralitet, eller i det mindske passivitet, dvs. en "großen Ostaufmarsch" blev ganske vist revideret årligt også efter 1905, efter ordre fra Moltke men blev i april 1913 helt opgivet. Dermed havde den tyske militærledelse – ganske uden hensyntagen til diplomatiske eventualiteter i forbindelse med optakten eller udbruddet af en storkrig – lagt sig fast på en eneste krigsplan, som på forhånd gav enhver tænkelig konflikt en kontinental dimension.
Spørgsmålet om en krig mod Rusland spillede af indenrigs- og udenrigspolitiske årsager en langt større rolle for den civile regering end for militæret, som var aldeles fikseret på Frankrig, og som til sidst frarådede en krigserklæring mod Rusland. Bortset fra den omstændighed, at kredsen omkring Bethmann Hollweg i forvejen anså Rusland for den største trussel mod den tyske magtposition i Europa, kom det for rigskansleren frem for alt an på under julikrisen at få en diplomatisk holdbar grund til en tysk offensiv mod vest, og at vanskeliggøre og i bedste fald undgå en britisk indtræden i krigen. For at dette kunne lykkes måtte Rusland imidlertid stå som angriber, dvs. at krigen kom øst fra, som kansleren allerede den 8. juli bemærkede over for Kurt Riezler. Gottlieb von Jagow skitserede logikken, som den 1. august 1914 – efter at den russiske regering ganske vist havde mobiliseret, men ikke havde gjort tyskerne den tjeneste at indlede krigen – førte til den tyske krigserklæring mod Rusland, i en skrivelse til en medarbejder ved Reichsarchiv således:
Opgaven for den politiske ledelse bestod dengang i at indlede denne krig og at retfærdiggøre den, og det i en form så vi fremstod som de angrebne, at angriberen var Rusland. Vi havde ingen strid med Frankrig. (...) Med Belgien havde vi slet intet udestående, den planlagte krænkelse af dette lands neutralitet kunne kun begrundes med krigen mod Frankrig, og denne igen med krigen mod Rusland. Ruslands opførsel var således det grundlag, som alle de tyske handlinger – også i vest – blev begrundet med. (...) Indmarchen i Belgien lod sig kun retfærdiggøre ved krigen mod Frankrig, og denne kun ved krigen mod Rusland. Uden krig mod Rusland var der overhovedet ingen grund til en krig i vest."
Desuden anså Bethmann Hollweg krigen mod Rusland for ønskværdig af hensyn til de socialdemokratiske vælgere: Disse kunne, mente han, ikke forklares behovet for en angrebskrig i vest uden en samtidig "forsvarskrig" i øst mod det reaktionære zarstyre, og det ville i givet fald uundgåeligt føre til alvorlige indre spændinger. Albert Ballin, som få timer inden afsendelsen af krigserklæringen til Rusland spurgte rigskansleren om hvorfor det hastede så meget ("Jeg må straks have min krigserklæring mod Rusland!"), fik af Bethmann Hollweg svaret: "Ellers får jeg ikke socialdemokraterne med."

### Krigsmål
De mål, som skulle opfyldes i krigen mod Rusland, blev fastlagt igennem en lang og indviklet proces, som udover den civile regering også omfattede den øverste hærledelse samt private og politiske interessegrupper. I den forbindelse blev der selv indenfor ellers socialt og politisk ensartede grupper fremført diametralt modsatte synspunkter. Således gik kendte adelige fra områderne øst for Elben indenfor Alldeutscher Verband og Deutsche Vaterlandspartei ind for omfattende annekteringer, som bl.a. omfattede de russiske østersøprovinser til kongeriget Preussen, mens en betydelig del af adelen i Brandenburg, Pommern og Østpreussen foretrak en kompromisfred, som skånede de russiske standsfæller og genskabte de "i grunden gode" tysk-russiske forbindelser i 1800-tallet. Bethmann Hollweg anså ganske vist en tydelig svækkelse og tilbagerykning af Rusland for grundlæggende ønskværdig, men forfulgte i det mindste indtil sommeren 1915 mere eller mindre energisk også tanken om en separatfred i øst, som genskabte status quo – bortset fra nogle "forsikringer og garantier", som blev anset for gennemførlige. I november 1914 og i februar og juli 1915 lod han gennem den danske konge Christian 10. og danske diplomater initiativer af denne karakter blive kendt i Petrograd (som imidlertid trods zarens støtte blev stoppet af krigspartiet omkring den russiske udenrigsminister Sergej Sazonov). Også Erich von Falkenhayn forblev – i grunden mere end kansleren – tilhænger af en tysk-russisk aftalefred indtil hans afgang i august 1916, selv om han fra slutningen af 1915 ikke længere anså dette som muligt. En hurtigt voksende og til sidst udslagsgivende gruppe i og omkring det tyske udenrigsministerium argumenterede derimod allerede siden starten af august 1914 for en politik, som – under forudsætning af et tilstrækkeligt stort russisk nederlag – gik ud på en total opbrydning af det russiske rige. Tilhængere af denne politik var udover Gottlieb von Jagow først og fremmest understatssekretær Arthur Zimmermann, den fra udenrigsministeriet i den stedfortrædende generalstab udstationerede Rudolf Nadolny, den i Zentralstelle für Auslandsdienst (propagandakontoret) ansatte og nært tilknyttet kredsen omkring Hans Delbrück og Friedrich Naumann liberale journalist Paul Rohrbach foruden professorerne Theodor Schiemann og Johannes Haller. Denne gruppe forestillede sig, at man gennem energisk ideologisk, materiel og finansiel støtte til nationale grupper mere eller mindre stærkt udprægede nationalistiske eller autonome holdninger såsom finner, ester, letter, litauer, polakker, jøder, hviderussere, ukrainere, krimtatarer, kubankosakker og forskellige folkeslag på Kaukasus kunne opnå en vedvarende opsplitning af Rusland, som i første omgang ville lamme landets krigsindsats og senere igennem en fredsaftale kunne skabe grundlag for opbygning af en ny tyskvenlig gruppe af lande. Rohrbach og andre lejede også med tanken om en "germanisering" af Baltikum. På initiativ fra Zimmermann var udenrigsministeriet fra efteråret 1915 desuden villig til i vist omfang at støtte russiske revolutionære, dvs. at tilføje den nationale opløsning en ny dimension i form af en social revolution. Især omfanget af tysk finansiel støtte til bolsjevikkerne var i årtier genstand for (ikke kun) videnskabelige diskussioner. Det anses i dag for en myte, at bolsjevikkerne var afhængige af politisk og finansiel støtte fra Tyskland, men de bliver fortsat behandlet i populærvidenskabelige og journalistiske artikler også i nyere tid. En fremtrædende rolle i alle forvaltningsmæssige og offentlige tyske diskussioner om krigsmål indtog det "polske spørgsmål", som også udviklede sig til "nøglen til forståelse af forholdet mellem Wien og Berlin i 1. verdenskrig".

## Østrig-Ungarns udgangssituation

### Planer før krigen
Planlægningen i den østrigske generalstab måtte tage udgangspunkt i en prekær strategisk situation. Franz Conrad von Hötzendorf havde som generalstabschef for den fælles armé erkendt, at udløseren for en krig i Europa skulle findes på Balkanhalvøen. En krig mod Serbien var derfor sandsynlig. Den største trussel mod dobbeltmonarkiet var imidlertid det Russiske kejserrige, som var konkurrent til indflydelse på Balkan. Disse omstændigheder afspejledes i opstillingen af den østrig-ungarske hær. Den bestod af tre dele. Den største del af tropperne – A-Staffel – skulle indsættes i Galicien for at imødegå en mulig russisk trussel. Grænsen mod Serbien skulle dækkes af en mindre del af hæren – Minimalgruppe Balkan. Udover disse to fastlagte troppedele blev der opstillet en reserve på 12 divisioner. Denne såkaldte B-Staffel skulle alt efter den politiske og militære situation indsættes offensivt mod Serbien eller mod Rusland.
Den østrigske oberst Alfred Redl forrådte imidlertid planerne og skjulte oplysninger om det russiske kejserrige og den russiske hær. Ganske vist blev han allerede afsløret og fængslet i 1913, men trods det var de østrig-ungarske efterretningsfolk ikke klar over omfanget af hans spionagevirksomhed, og det havde heller ikke af tidsmæssige grunde været muligt at omlægge hele strategien.

## Ruslands udgangssituation

### Planer før krigen
Det russiske rige havde efter den tabte krig mod Japan i 1904-5 måtte opgive sine bestræbelser på at skabe et østasiatisk imperium og koncentrerede sig derfor i stedet om Balkan. Panslavismen, dvs. tanken om at forene alle slaviske folk, måtte nødvendigvis føre zarriget ud i en konflikt med Østrig-Ungarn og dets tyske forbundsfæller. Rusland forsøgte også at få fri adgang til Middelhavet og en altid isfri havn i Østersøen. Det tyske Østpreussen og en del af Vestpreussen skulle annekteres. For at få fri adgang til Middelhavet måtte man have herredømme over Bosporus, hvilket naturligvis medførte spændinger i forholdet til det Osmanniske rige, hvis fortsatte eksistens herved var truet.
Den russiske militærdoktrin blev ændret i begyndelsen af 1900-tallet. Den russiske hærledelse havde trods alliancen med Frankrig fra 1893 indtaget en defensiv holdning. Man var indstillet på at føre en forsvarskrig bag en linje ved Wisła-floden. De vestpolske provinser var på tre sider omgivet af Tyskland og Østrig-Ungarn, og var således vanskelige at forsvare, og skulle derfor i første omgang opgives. Dette ændrede sig da den russiske krigsminister Vladimir Sukhomlinov i 1910 godkendte Plan No. 19. Denne gik ud på et russisk fremstød ind på tysk område for at aflaste Frankrig under et sandsynligt angreb i lighed med Schlieffenplanen. Ministerens førende militærrådgiver Jurij Danilov havde udset Østpreussen til dette fremstød, da det kunne angribes både fra syd og nordøst. Til hans store utilfredshed forhindrede politiske og sociale rivaliseringer indenfor hæren at planen blev fuldt ud gennemført. I stedet blev der valgt et kompromis. Den russiske styrke blev delt i to armégrupper mod henholdsvis Tyskland og Østrig-Ungarn. Den tilpassede plan afsatte to arméer til at rykke ind i Østpreussen. Den 1. armé under general Paul von Rennenkampf skulle støde frem ved Memel, mens den 2. armé under general Aleksandr Vasiljevitj Samsonov skulle ryk frem sydfra. Samtidig skulle sydvestfronten under Nikolaj Iudovitj Ivanov rykke frem mod Østrig-Ungarn i Galicien.

### Social og politisk situation
Den samfundsmæssige situation i Rusland havde længe været kritisk. Den største del af befolkningen levede i armod. Zarens enevælde afstedkom utilfredshed helt ind i borgerskabet og adelen.
Efter den russisk-japanske krig og den efterfølgende lavkonjunktur kom det til Den Russiske Revolution 1905. De intellektuelle krævede desuden større frihed. Zaren mistede autoritet indenlands og kunne kun undgå at blive styrtet ved at give indrømmelser til befolkningen, hvilket skete i oktobermanifestet. Således blev Dumaen oprettet som den første russiske folkeforsamling. Ifølge forfatningen havde den ikke stor indflydelse; men gennem den fremvoksende presse fik den mulighed for at få indflydelse på folket. Dette indskrænkede i stadig større grad regeringens handlingsfrihed, da de liberale medlemmer af dumaen gjorde det acceptabelt at være direkte modstander af staten. De ryddede på denne måde jorden for de ekstremt voldelige venstreorienterede grupper under oktoberrevolutionen. Denne modsætning blev skærpet af zarens reaktionære politik og hans manglende forståelse for behovet for en yderligere modernisering af den politiske struktur. Således forvandledes Rusland i stadig højere grad til et svagt autokrati med en svag regering, som til stadighed måtte tage hensyn til stemningen i en fjendtlig offentlighed. Ganske vist blev der i 1914 også sluttet en form for borgfred, men på grund af de militære tilbageslag holdt den ikke længe.
Allerede i 1915 voksede utilfredsheden i parlamentet til stadighed og det kom til spændinger i Dumaen, så zaren lod den opløse og medlemmerne blev trods politisk immunitet forfulgt af politiet. Året efter kom det til demonstrationer og strejker over hele landet, hvilket fortsatte frem til februarrevolutionen i 1917.

## Krigsåret 1914

### Udgangspunkt og planer

#### Centralmagterne
Som forudset i planerne før krigen opstillede den tyske overkommando efter krigserklæringen mod Rusland den 1. august kun en enkelt større enhed – 8. armé bestående af 10½ infanteridivision og 1 kavaleridivision – i Østpreussen. Hærchefen fik ordre til grundlæggende at forholde sig defensivt, men han fik dog lov til, når den forventede russiske fremrykning var begyndt, at gennemføre lokale offensiver, når der opstod gunstige muligheder – f.eks. i området ved de masuriske søer. Derudover fik han på forhånd lov til i "yderste nødstilfælde ... at opgive Preussen øst for Weichsel".
Den østrig-ungarske overkommando opstillede 1., 3. og 4. armé i Galicien foruden armégruppe Kövess (i alt 37 1/2 infanteridivisioner og 12 kavaleridivisioner), mens 5. og 6. armé blev opstillet mod Serbien og Montenegro. 2. armé, som ligeledes var tiltænkt fronten mod Serbien blev omdirigeret til Galicien, men ankom først efter at operationerne var begyndt). Overkommandoen besluttede efter at opmarchen var afsluttet, at angribe de russiske tropper, som stod i området omkring Lublin-Cholm med 1. og 4. armé. De øvrige enheder skulle dække dette fremstød med offensiver mod øst og nordøst. I denne sammenhæng spillede det en vis rolle, at Helmuth von Moltke i 1909 havde lovet den østrig-ungarske generalstabschef Franz Conrad von Hötzendorf at der samtidig ville komme en tysk offensiv fra Østpreussen i retning af Siedlce. Der blev imidlertid ikke taget skridt til en sådan offensiv fra tysk side. Østrig-ungarerne fik heller ikke noget at vide om den 8. tyske armés i denne sammenhæng helt utilstrækkelige styrke. I stedet pressede den tyske forbindelsesofficer i k.u.k. hovedkvarteret, Hugo von Freytag-Loringhoven, gentagne gange Conrad til at indlede offensive operationer, (hvilket denne i forvejen var indstillet på). I hvilket omfang det ikke opfyldte løfte var udslagsgivende for angrebet, og dermed indirekte ansvarligt for den efterfølgelse katastrofe, blev allerede diskuteret internt under krigen, og efter krigen i fuld offentlighed.
En sammenhængende "front" i den betydning ordet senere fik, eksisterede ikke, og slet ikke på Centralmagternes side i de første krigsmåneder. Det østrig-ungarske opmarchområde i syd – som var den vigtigste krigsskueplads for dobbeltmonarkiet – og det tyske mod nord – som den tyske overkommando i almindelighed og i starten i særdeleshed betragtede som en sekundær krigsskueplads, var hverken geografisk eller operativt forbundet. Den største del af den tysk-russiske grænse, især i Schlesien, Posen og Vestpreussen – blev i første omgang kun forsvaret med svage 2. eller 3. klasses divisioner. Østrig-Ungarn placerede 2½ infanteridivisioner og en kavaleridivision uden for hovedkampområdet til dækning af Kraków auf.

#### Rusland
Den russiske overkommando under storfyrst Nikolaj Nikolajevitj opstillede en nordvestfront mod Østpreussen med 1. og 2. armé, som i begyndelsen havde 19 infanteri- og 8 kavaleridivisioner, og en sydvestfront mod Østrig-Ungarn med 3., 4., 5. og 8. armé med 46 infanteri- og 18 kavaleridivisioner i begyndelsen. Efter gentaget pres fra Storbritannien og Frankrig indledtes allerede den 7. august opstilling af yderligere to arméer i det centrale Polen med henblik på at kunne foretage fremstød mod Breslau eller Posen. Det drejede sig her om tropper, som oprindelig skulle have indgået i nordvest- eller sydvestfronten. Mindre heldigt var det også, at den russiske øverstbefalende havde lovet repræsentanter for de vestallierede at Rusland efter den 15. mobiliseringsdag ville være i stand til at indlede offensive operationer mod Centralmagterne. Storbritannien og Frankrig insisterede i det kritiske øjeblik på, at dette tilsagn skulle omsættes i praksis, selv om opmarchen mod især Østrig-Ungarn langt fra var afsluttet på daværende tidspunkt.

### Krigens forløb
For bedre at kunne beskytte industriområdet i Øvre Schlesien besatte tyske tropper den 3. august Tjenstokhova og Kalisz. Den sidste blev – som gengældelse for angivelige overgreb mod civilbefolkningen – beskudt med artilleri den 7. – 8. august og en stor del af byen brændte ned. Da den 1. russiske armé den 17. august begyndte at trænge ind i Østpreussen begyndte de strategisk vigtige operationer på Østfronten (se: Slaget ved Stallupönen). Den 2. russiske armé overskred den tyske grænse to dage senere. Efter det tyske nederlag ved Gumbinnen (19.-20. August) blev den øverstkommanderende for 8. tyske armé og hans stabschef, som i en telefonsamtale med den øverste hærledelse havde tvivlet på at linjen ved Weichsel kunne holdes, afløst af Paul von Hindenburg og Erich Ludendorff. Samtidig besluttede Moltke at forstærke 8. armé med to korps fra Vestfronten. Endnu inden disse tropper ankom lykkedes det 8. arme i slaget ved Tannenberg (23.-31. august) at besejre den 2. russiske armé næsten fuldstændigt. Kort tid efter blev også den 1. russiske armé besejret i Slaget ved de masuriske søer (8.-10. september), og den trak sig efterfølgende tilbage over grænsen. Dermed var det russiske fremstød mod Østpreussen slået fejl. En ny og mindre ambitiøs russisk offensiv to måneder senere førte ganske vist til at de østligste dele af Østpreussen blev besat, men den blev bragt til standsning i midten af november ved de i mellemtiden stærkt udbyggede tyske stillinger langs Angerapp og de masuriske søer. På dette tidspunkt havde tyngdepunktet i den tysk-russiske front allerede forskudt sig sydpå.
Mens de russiske tropper trak sig tilbage fra Østpreussen i midten af september, havde de noget større succes mod de østrig-ungarske arméer. Da den russiske sydvestfront og de østrig-ungarske arméer indledte deres offensiver næsten samtidig, kom det i anden halvdel af august til flere store slag hvor hundredtusinder af soldater deltog. Trods den østrig-ungarske sejr i slaget ved Kraśnik (22.-25. august) og i slaget ved Komarów (26.-31. august) og den i starten lovende fremrykning af de østrig-ungarske tropper syd for Lublin, ændrede situationen sig allerede i slutningen af august. Efter flere nederlag, frem for alt på højre fløj (slaget ved Złoczów den 26./27. august, slaget ved Brzeżany den 26. august) og tabet af Lembergs (30. August) gav Conrad sine allerede svært medtagne arméer ordre til at gennemføre en modoffensiv, som slog fejl i slaget ved Lemberg (7.-11. september). Den 11. september måtte den østrig-ungarske overkommando give ordre til almindeligt tilbagetog. Tilbagetoget udviklede sig nogle steder til opløsning. Omkring 100.000 soldater blev taget til fange. Først øst for Krakau i forlandet til Karpaterne blev tilbagetoget standset, begunstiget af den tøvende forfølgelse fra de ligeledes stærkt svækkede russiske tropper. Fæstningen Przemyśl, hvor flere divisioner var omringet, lå nu langt bag de russiske linjer (se: Belejringen af Przemyśl). Regeringen i Wien og hærledelsen lagde ansvaret for denne katastrofe – udover de fangne blev 322.000 dræbt eller såret og under flugten gik store mængder krigsmateriel og 1.000 hårdt tiltrængte lokomotiver tabt – på deres forbundsfællers "lumske bedrag". Hvis der ikke blev gennemført tiltag som understøttede den østrig-ungarske krigsførelse blev den tyske side – som Conrad den 5. september beskyldte for have ladet de østrig-ungarske tropper i stikken og i stedet hellere beskytte stutterierne i Trakehnen og hjortejagten i Rominten“ – indirekte truet med en særfred. Den tyske hærledelse var imidlertid i forvejen tvunget til at handle, da den tyske opmarch i det centrale Polen nu var ved at udvikle sig til en trussel mod de preussiske provinser Schlesien og Posen. Ved hjælp af enheder fra 8. armé, reserver og enheder fra Vestfronten opstilledes en ny 9. armé i Øvre Schlesien, som sammen med den østrig-ungarske 1. armé skulle trænge frem mod Warszawa og Dęblin. Dette fremstød blev indledt den 28. september og kulminerede med Slaget ved Weichsel, hvor tyskerne og østrigerne mødte den russiske offensiv, der blev indledt den 5. oktober. I begyndelsen af oktober begyndte de østrig-ungarske en offensiv i Galicien også en offensiv, som i starten gik godt, og førte til en forbigående ophævelse af belejringen af Przemyśls. I slutningen af oktober var begge offensiver imidlertid slået fuldstændig fejl og Centralmagternes krigsførelse havnede på ny i en alvorlig krise.
For at opnå en bedre koordination af de tyske operationer på Østfronten blev der den 1. november dannet en ny overordnet kommando (Oberbefehlshaber Ost, i kort form: Ober Ost eller Oberost), som fik Hindenburg og Ludendorff som chefer. De fik underlagt 8. armé og alle tyske enheder og militærposter i provinserne Østpreussen, Vestpreussen, Pommern, Posen og Schlesien. Oberost fungerede fra starten "næsten fuldstændig uafhængigt" og udviklede sig hurtigt til et militær-politisk center for tilhængerne af en særdeles aggressiv og vidtgående tysk krigsførelse og opstilling af krigsmål. Hindenburg og Ludendorff besluttede sig efter at have stoppet den russiske offensiv for at gennemføre et risikabelt fremstød fra området mellem Inowrocław-Toruń ind i den russiske sydvestfronts flanke. I løbet af få dage flyttede de hele 9. armé nordpå med jernbanen. Angrebet begyndte den 11. november og overraskede russerne fuldstændigt. Efter kampe frem og tilbage (se slaget om Łódź) førte det til, at tyskerne besatte Łódź den 6. december. Under og efter denne operation kom det til den første af en række alvorlige konflikter mellem Oberost og den øverste tyske hærledelse omkring Erich von Falkenhayn. Hindenburg, Ludendorff og deres vigtigste medarbejder Max Hoffmann beskyldte Falkenhayn for, ved at afslå yderligere troppeoverførsler og forsættelse af de tyske angreb på Vestfronten (Se Første slag ved Ypres), at have forhindret, at Rusland fik et nederlag, som ville have afgjort krigen. Falkenhayn vurderede derimod situationen langt mere tilbageholdende, og mente højest, at det var muligt, at russiske tropper kunne blive trængt tilbage til Warszawa. I mellemtiden fik de østrig-ungarske tropper i slaget ved Limanowa-Lapanow (5.-15. december) en sejr mod de russiske tropper, som stødte frem mod Krakau, og trængte dem tilbage til Gorlice og bag Dunajec. Et tysk fremstød i det nordlige Polen blev i den 2. halvdel af december stoppet ved Rawka. Dermed var der også på Østfronten opstået en gennemgående, men ikke nær så udbygget stillingsfront som på Vestfronten. Den begyndte i nord ved det Kurischen Haff, fortsatte øst for Tilsit, Gumbinnen, Lötzen og Johannisburg ned gennem Østpreussen for derefter at dreje skarpt mod sydvest i det russiske Polen. Ved Płock drejede fronten igen mod syd, indtil den nåede østrigsk område nordvest for Tarnów. Herefter gik den mod sydøst gennem Karpaterne, indtil den til sidst syd for det russisk besatte Tjernivtsi nåede den rumænske grænse.
Både de russiske og de østrig-ungarske planer for krigens begyndelse var slået fejl, da man nåede til årets slutning, mens tyskerne næsten fuldt ud havde nået deres mål om i en defensiv at fastholde deres østlige områder. Den østrig-ungarske hær havde lidt store tab, som den aldrig helt overvandt. Antallet af døde, sårede, syge, fangne og savnede østrig-ungarere var på 1.269.000, heraf ca. 1 mio. ved den russiske front. Disse tab kunne ganske vist erstattes kvantitativt, men ikke kvalitativt, da de især havde ramt linjeregimenterne. Med tabet af Østgalicien og Bukovina var frugtbare landområder og vigtige oliefelter gået tabt. Kun det alt andet end sikre forsvar af passene i Karpaterne forhindrede de russiske tropper i at trænge ind på den ungarske slette (Se: Slaget ved Limanowa). Den østrig-ungarske militære afhængighed af Tyskland var således vokset ved årets slutning, og samtidig var Ententens påvirkning af den Italienske og den rumænske holdning over for det svækkede Østrig-Ungarn vokset kraftigt. Da situationen truede med at udvikle sig til et fuldstændigt nederlag for Østrig-Ungarn, så den tyske hærledelse sig tvunget til at indsætte væsentlig flere tropper på Østfronten i 1915 og forholde sig defensivt på Vestfronten.

## Krigsåret 1915
Året 1914 havde efterladt Centralmagterne i en prekær situation. Ganske vist var angrebene mod Østpreussen blevet afværget, men den anden russiske armégruppe – sydvestfronten under Nikolaj Iudovitj Ivanov havde imidlertid opnået en sejr over Østrig-Ungarn. På grund af strid i ledelsen og forældet taktik i den østrig-ungarske hær var det lykkedes russerne at erobre næsten hele Galicien og trænge frem til Karpaterne. Dermed stod Østrig-Ungarn over for en alvorlig strategisk trussel, da de russiske styrker ved et fremstød i Karpaterne kunne trænge ind på den ungarske slette.
På den tyske del af fronten opstod der efter sejrene i 1914 en yderligere aflastning. Russernes nordvestfront under general Nikolaj Ruzskij planlagde et nyt fremstod mod Østpreussen. Ganske vist var man blevet svækket af det foregående års tab og havde kun en kampklar armé placeret ved den tyske grænse. På grund af de store reserver af soldater og materiel ville Ruzskij imidlertid opstille en ny armé i den sydlige del af den tyske provins. Med disse styrker skulle der i lighed med de operationer, der havde ført til den tyske sejr ved Tannenberg, gennemføres en knibtangsmanøvre mod Königsberg. De tyske tropper blev imidlertid forstærket med en ny armé og kunne angribe den tilbageværende russiske armé under Thadeus von Sievers i flanken og trænge den over 100 km tilbage (se Slaget ved de masuriske søer). Den nye russiske armé var endnu ikke klar til kamp ved slagets slutning og deltog ikke i kampene. Ved denne sejr havde de tyske feltherrer Hindenburg og Ludendorff skabt en bred buffer mod Rusland og fjernet truslen mod Østpreussen. Det lykkedes imidlertid ikke at få den russiske front til at bryde sammen, eller at sejre i Polen.
Den østrig-ungarske øverstkommanderende Conrad von Hötzendorf imødegik faren i Ungarn i december 1914 og gav ordre til en offensiv i bjergene nord for det ungarske kerneområde. Denne vinteroffensiv brød imidlertid sammen i marts 1915. På grund af vintervejret og fjendens indædte modstand mistede østrig-ungarerne over 300.000 soldater.
Disse tab ramte Østrig-Ungarn dobbelt. Før krigen var der af finansielle årsager kun blevet indkaldt 20-25% af en årgang til militærtjeneste. Heraf fik kun en tiendedel en fuld militær uddannelse. Således havde hæren kun rådighed over utilstrækkeligt uddannede reserver til at dække tabene.
De store tab blandt officererne viste sig også at være af fatal betydning for hærens kampkraft. De erfarne officerer blev erstattet af hastigt uddannede afløsere. Denne nye generation af militære ledere var ofte ude af stand til at styre etnisk blandede tropper. Heraf fulgte på længere sigt en fremmedgørelse af de slaviske soldater i forhold til deres officerer. Efter det som Conrad von Hötzendorf havde udbasuneret som et befrielsesslag var Østrig på randen af kollaps. Hæren var demoraliseret og svækket og russerne stod langt inde på landets territorium. Rent faktisk blev vinteroffensiven i Karpaterne den sidste selvstændige operation som Østrig-Ungarn gennemførte. Herefter blev den østrig-ungarske hær i stadig stigende grad til juniorpartner i forhold til deres tyske forbundsfælle. Ved i stadig stigende grad at styrke hæren med tyske officerer blev hærens kampkraft opretholdt. Det begyndte med at tyske tropper og stabspersonale blev tilkaldt som forstærkning og fortsatte hen mod krigens slutning med at der i mindre omfang blev anvendt tyske underofficerer.
Allerede i januar 1915 henvendte general Ludendorff sig til den tyske hærs øverstkommanderende, Erich von Falkenhayn, og forlangte tysk indgriben for at forhindre et østrig-ungarsk sammenbrud. Ludendorff foreslog en knibtangsmanøvre hvor østrigerne fra sydvest og tyskerne fra nordvest omringede de russiske tropper i Polen i en flere hundrede kilometer dyb lomme. Falkenhayn syntes at denne plan var for usikker og ville ikke afgive tropper fra Vestfronten til den. Han foretrak en plan, som Conrad von Hötzendorf havde udarbejdet. Målet for angrebet skulle være et svagt punkt i den 3. russiske armés sydvestfront i det sydlige Galicien. På denne svagt forsvarede del af fronten ville den østrigske hærchef sikre sig den størst mulige talmæssige overlegenhed for at opnå et gennembrud. Denne klassiske Clausewitz inspirerede angrebsform tiltalte Falkenhayn, om end han tvivlede på østrigernes evne til at gennemføre det. Han afsendte derfor den 10. tyske armé under August von Mackensen som støtte til østrig-ungarerne, hvilket betød, at Tyskland stillede med hovedparten af styrkerne i operationen. Operationen gik over historien som slaget ved Gorlice-Tarnów og blev vendepunktet på Østfronten. Den russiske front brød sammen efter det tyske gennembrud og de russiske hære måtte rømme Polen fuldstændigt, før de fik reddet sig ud af kaos.

### Den russiske ammunitionskrise
Efter katastrofen ved Gorlice-Tarnów trak zarens hær sig i første omgang tilbage til floden San; men heller ikke disse stillinger kunne holdes. Den russiske hær måtte derfor rømme hele Polen, da det var umuligt for Stavka at erstatte tabene og konsolidere fronten. Dette tilbagetog til landets indre kaldes den Store tilbagetrækning i russisk historie og betød, at store dele af de vestlige grænseområder blev opgivet i tiden indtil efteråret 1915. Den russiske overkommando forklarede årets store tab med mangel på ammunition. Disse forråd gik tabt, da de fremrykkende tyskere erobrede de befæstede områder. Også i produktionen var der store svagheder. Fremskaffelsen af militært udstyr i zarriget var problematisk. Militærets tiltro til landets egen industri og beredvilligheden til at foretage investeringer i virksomhederne var underudviklet frem til 1916. Det skyldtes til dels, at den private sektor i Rusland havde højere fremstillingspriser sammenlignet med statslige virksomheder og udlandet.
Den udvej, som krigsministeriet forsøgte at følge, førte imidlertid til et totalt forsyningssammenbrud. Det russiske behov for granater skulle for næsten halvdelens vedkommende dækkes af import fra Storbritannien og USA. Da de virksomheder som fik ordrerne i forvejen var fuldt beskæftigede med at dække Vestmagternes behov, blev der frem til sommeren 1916 kun leveret 12 % af de ønskede styktal. Men selv de leverede våben nåede på grund af den utilstrækkelige infrastruktur først frem med store forsinkelser. En revurdering blev i krigsministeriet og i det store hovedkvarter blev gennemført i vinteren 1915. Allerede i det følgende år kunne den russiske hær forøge våbenproduktionen med en faktor 2,5, og dække behovet uden den mangelfulde hjælp fra de allierede. Prisen herfor var imidlertid høje priser. Dette førte til en enorm statslig gældsætning og dermed en yderligere stigning i den krigsbetingede inflation.

### Ober Ost
Efter at tyske soldater havde erobret store områder i øst, blev det militære forvaltningsområde Ober Ost etableret under ledelse af Oberbefehlshabers der gesamten deutschen Streitkräfte im Osten. Den tyske militæradministration omfattede dele af det nuværende Polen, Litauen og Letland. Dette område blev, under påvirkning fra Ludendorff, udbygget til en model for den tyske besættelsespolitik. Den endelige politiske målsætning i de omfattede områder forblev dog uklar på grund af modstridende interesser i Tyskland og over for Østrig-Ungarn. Tysklands primære interesse lå i den økonomiske kontrol over regionen med det mål at udnytte landbrugsressourcerne for at mildne virkningen af den britiske blokade af Tyskland. Som led i krigsøkonomien blev samtlige økonomiske aktiviteter og transporten underlagt tysk militær kontrol og der blev også iværksat et system til tvangsregulering af arbejdskraft, ressourcer og produkter. Området skulle imidlertid også kulturelt underlægges tysk overhøjhed. I den forbindelse blev der på Baltikum indført begrænsninger i den videregående skoleuddannelse for ikke-tyske indfødte med henblik på at undgå fremkomsten af en uddannet elite og dermed en mulig kim til et krav om autonomi. Ligeledes sørgede en vidtgående bog- og aviscensur for at alle antityske ytringer blev undertrykt i offentligheden. Skolesystemet blev underlagt et tysk kulturprogram. De forskellige politiske målsætninger på dette områder rakte fra en indlemmelse af mindre polske grænseområder (langs Warthefloden) og grundlæggelsen af satellit-kongedømmer (med tyske adelige på tronen) til fuldstændig anneksion af store områder og fuld indlemmelse i det tyske rige. På grund af disse modsætninger var den tyske besættelsespolitik i Ober Ost ikke ensartet og skiftede til stadighed alt efter udviklingen i den politiske og militære situation.

## Krigsåret 1916

### Slaget ved Naroch-søen
Krigsåret 1916 gav den russiske militærledelse et pusterum. Ammunitionskrisen var blevet overvundet med en større egenproduktion af våben og derfor betragtede det russiske store hovedkvarter igen hæren som operationsduelig. Hærens gamle elite havde alene lagt skylden for de første to års nederlag på manglen på tungt artilleri og granater. En nøjere analyse af hærens forældede taktik blev ikke gennemført. Dette skyldtes ikke mindst, at de højst rangerende – fortrinsvis adelige – officerer var for gamle og også socialt isolerede sig fra deres fortrinsvis småborgerlige underordnede. Mange af de russiske stabe nåede i løbet af hele krigen ikke længere end til det niveau de militære teorier havde før krigen. Som følge heraf blev der i foråret 1916 planlagt en gammeldags offensiv på nordvestfronten. Dette slag ved Naroch-søen blev en fiasko, som kostede over 100.000 mand. Det førte til den delvis psykologiske lammelse af den russiske hærledelse. Endog den øverstkommanderende Aleksejev tvivlede på om det havde noget formål at gennemføre nye offensive operationer. Efter at man i de første to år på højeste sted havde peget på materielle mangler viste det sig, at man med overlegenhed i tropper og våben også kun opnåede katastrofale resultater. Slaget ved Naroch-søen udgjorde derfor en milepæl i krigen. Det var den gamle militære elites sidste aktive operation. Ganske vist blev de pågældende officerer ikke afskediget, men de troede ikke mere på at det nyttede at gennemføre en ny offensiv og viste ingen tilbøjelighed til at indlede en.

### Brusilov-offensiven
Mens en stor del af generalstaben valgte at lægge skylden for alle fejl på de almindelige soldater, skete der trods alt taktiske fornyelser i den russiske hær. Aleksej Brusilov havde allerede i de tidlige krigsår udviklet et nyt taktisk koncept. Den gamle taktik gik ud på at koncentrere flest mulige styrker på et kort frontafsnit og efter lang artilleriforberedelse lade infanteriet storme de fjendtlige stillinger. Dette førte til store tab, uden at man opnåede afgørende sejre. Det lykkedes Brusilov at udforme en mere vellykket taktik. På den ene side foreslog han at angrebet skulle udføres over en flere hundrede kilometer lang front og i forskellige retninger. Herved skulle fjenden hindres i at gennemføre en hurtig og planmæssig fordeling af reserverne. På den anden side skulle man sørge for at den strækning som infanteriet skulle tilbagelægge blev så kort som muligt. Mens de russiske infanterister indtil slaget ved Naroch-søen skulle tilbagelægge næsten en kilometer før de nåede de fjendtlige stillinger, så lod Brusilov skyttegravene komme så tæt som muligt på de fjendtlige stillinger. Med denne form for chok-angreb lykkedes det for Brusilov at opnå de første russiske sejre siden 1914. Brusilov-offensiven kastede Centralmagterne ud i en midlertidig krise. Efter de første vellykkede angreb gik russerne imidlertid tilbage til den gammeldags taktik, hvilket fik de russiske tab til at stige voldsomt. Ganske vist var de russiske soldater i vinteren 1916 igen nået frem til Karpaterne, men alligevel blev der ikke gennemført et fuldstændigt skifte til chok-taktikken. Det skyldtes bl.a. at store dele af militærledelsen hæftede sig ved at successen var opnået på frontafsnit, hvor modstanderen var det svækkede Østrig-Ungarn, og ikke troede at den også ville virke mod tyskerne.

### Rumæniens indtræden i krigen
Mens zarrigets militær slog ind på nye veje bestræbte Ruslands politiske ledelse sig ligeledes på at forbedre situationen. Under hele verdenskrigen forsøgte de forskellige stormagter at få de mindre stater over på deres side. I tilfældet Bulgarien lykkedes et sådant forsøg for Centralmagterne. De russiske politikere så Rumænien som en mulig tunge på vægtskålen til at vende krigen til Ruslands fordel. Den russiske regering planlagde med at rumænerne skulle starte en offensiv mod Østrig-Ungarn og derved sætte Tysklands nærmeste allierede ud af spillet. Disse meget optimistiske forventninger kunne imidlertid omsættes til realiteter. Den talmæssigt overlegne armé fra landbrugslandet Rumænien var forholdsvis dårligt udrustet og blev dårligt ledet. Den i Rusland højt besungne rumænske indtræden i krigen blev til en fiasko. Ganske vist trængte den rumænske armé i sensommeren ind i Siebenbürgen, men blev hurtigt tvunget til tilbagetog i en modoffensiv fra Donauarméen, (Generalfeldmarschall August von Mackensen) og 9. Arme (General Erich von Falkenhayn). I den forbindelse indsatte den tyske hær sit kavaleri, indtil knaphed på heste ved årets slutning førte ti, at de fleste rytteridivisioner blev opløst eller omdannet til infanteridivisioner. Allerede i begyndelsen af december 1916 faldt Bukarest og frem til årsskiftet lykkedes det Centralmagterne at få kontrol over næsten hele Rumænien. Der var dermed indtruffet det, som den russiske stabschef Aleksejev havde frygtet. Som følge af Rumæniens svaghed var det sydlige Rusland nu truet af Centralmagterne. Interventionen på den rumænske front styrkede således ikke Rusland, for troppeoverførslerne dertil svækkede tyngdepunktet på Østfronten i Galicien og Volhynien.

## Krigsåret 1917
Ved årets start var der på ingen måde krisestemning indenfor det russiske militær. Man var tværtimod overbevist om, at man med en ny anstrengelse kunne påvirke den samlede situation i verdenskrigen. Inden man kunne nå at starte nye tiltag var Rusland imidlertid blevet kastet ud i en revolution. Sammenbruddet i forsyningen af befolkningen satte en stopper for yderligere russiske offensiver.

### Ruslands økonomiske sammenbrud
I 1917 blev Rusland tvunget ud af krigen. Selv om mange menneskeliv og store områder var gået tabt i krigen, var det ikke den militære situation, som var afgørende for zarrigets sammenbrud. Landet med de mange folkeslag led i stedet under de økonomiske forskydninger, som krigen havde påført landet. De havde i høj grad betydning for befolkningens moral at kejserdømmet blev opløst under Februarrevolutionen i 1917. Da den liberale regering under Aleksandr Kerenskij ikke ville træde ud af krigen og ikke kunne forbedre forholdene for befolkningen, blev februarrevolutionen efterfulgt af den kommunistiske oktoberrevolution. Sammenbruddet kom til udtryk i en krise i levnedsmiddelforsyningen, både i hæren og i byerne. Dette demoraliserede de væbnede styrker, som dog stort set forblev passive under de revolutionære omvæltninger, og fik arbejderne i byerne til at gå på barrikaderne.
En væsentlig årsag til sammenbruddet i den russiske økonomi var den hastigt voksende inflation. På grund af krigsindsatsen måtte regeringen bruge enorme summer på at udbygge og forsyne tropperne. Det oversteg mulighederne i det russiske skattesystem, som frem for alt var baseret på indirekte skatter og indtægter fra statslige monopoler. Da statsapparatet ikke så sig i stand til at gennemføre en udvidelse af den indirekte beskatning eller overvinde de administrative problemer ved en direkte beskatning, måtte man finde andre veje. Løsningen blev i første omgang en kampagne for køb af krigsobligationer. Til gengæld for en fast rente skulle borgerne på den måde kunne investere i en kommende sejr i krigen. I løbet af krigen blev der i alt udbudt 6 obligationslån; men de slog fejl på grund af for ringe efterspørgsel. At bekæmpe inflationen ved hjælp af et system med lån til faste rentesatser var tåbeligt, da en långiver i en tid med værdifald ikke kunne opnå nogen positiv realrente på disse lån. Dermed havde den russiske regering kun en udvej for at undgå statsbankerot, nemlig at lade seddelpressen køre og lade statens udgifter finansiere med papirpenge. Dette førte til en vækst i pengemængden på over 800  %, hvilket yderligere fik inflationen til at skyde i vejret og destabilisere økonomien.
Det er en udbredt myte at revolutionerne – og dermed zarrigets undergang – skyldtes, at levnedsmiddelproduktionen faldt som følge af det store antal bønder og karle, som var indkaldt til militærtjeneste. Ifølge den russiske regerings vurderinger boede der i 1913 22 mio. mennesker i landdistrikterne, som ikke var nødvendige for at opretholde landbrugsproduktionen, og hæren havde i løbet af de første tre krigsår sendt 17 mio. soldater til fronten. Produktionstallene for 1917 viser også at der var tilstrækkelig produktion af landbrugsvarer:
| Høsten 1917           | 62.391   |
| Forråd til udsæd      | – 11.220 |
| Reserver fra året før | + 10.958 |
| Til rådighed          | = 62.129 |
| Samlet forbrug        | – 53.611 |
| Overskud              | = 8.518  |

Ifølge disse produktionstal havde den russiske krigsøkonomi – trods tab af folk og landbrugsareal – skabt et overskud af fødevarer. Således var der nærmere tale om et fordelingsproblem. Strukturen i landbrugsproduktionen havde ændret sig kraftigt i løbet af krigen. De store godser, som før krigen bidrog med 25   % af høsten, var næsten helt ophørt med at producere. På grund af den voldsomme inflation og de højere lønninger som følge af udbygningen af krigsindustrien, kunne det ikke betale sig for de store jordejere at producere korn. Deres marker blev derfor forpagtet til småbønder. Systemet med mindre familiegårde fungerede ganske vist som fremragende producenter, men de havde ikke tilstrækkelig tilskyndelse til at sælge produkterne i byerne. Mens godsejerne havde direkte adgang til markederne i byerne, måtte de almindelige bønders produkter sælges gennem en række mellemhandlere, hvilket gjorde fortjenesten mindre. Hvis bonden alligevel solgte sine varer, fik han kun lidet attraktive modydelser. Hærens efterspørgsel betød samtidig at alle industrivarer steg kraftigt i pris. I forhold til 1913 steg tekstiler med ca. 300  %, jernvarer med 1000  %. Derfor blev der kun sendt omkring 15  % af høsten ud på det frie marked, mod normalt 25  %. Da fødevarebehovet i byerne var vokset på grund af flygtningene fra de tyskbesatte områder, førte dette til en katastrofal mangel på fødevarer i det sidste russiske krigsår.

### Revolutioner i Rusland
De stadig ringere økonomiske betingelser ramte befolkningen hårdt. Krigen havde krævet store tab af mennesker og størstedelen af befolkningen var nu modstandere af krigen. Inflationen betød at de nominelt stigende lønninger reelt blev mindre værd. Det kom stadig hyppigere til strejker og endda opstande. Zar Nikolaj 2., som fuldt ud koncentrerede sig om krigen og overlod den politiske ledelse til sin kejserinde Aleksandra Fjodorovna, nægtede enhver form for politisk liberalisering. Talrige ministre, som var parat til at give indrømmelser til Dumaen og folket, blev afskediget. Dette skabte forargelse også i borgerlige kredse og svækkede yderligere zarens autoritet.
Den hårde vinter 1916/17 forværrede forsyningssituationen for befolkningen. Derfor forsøgte staten at fjerne knapheden ved tvangsinddrivelser og nye økonomiske planer. Dette førte imidlertid til modstand fra industriarbejderne. Snart bredte uro og strejker sig. Den 3. marts 1917 kom det til en masseprotest. Zaren gav ordre til at skyde for at bringe situationen under kontrol, men soldaterne sluttede sig til de demonstrerende og gav dem våben. Det lykkedes demonstranterne i Petrograd at overtage magten. Dette udløste tilsvarende tiltag i andre russiske storbyer. Den 7. marts sluttede Dumaen sig til revolutionen og udnævnte, på trods af at zaren havde givet ordre til at den skulle opløses, en provisorisk komite. Nikolaj 2. ville nu lade tropper fra fronten rykke mod Petrograd. Hærens ledelse tvang imidlertid zaren til at abdicere, således at det var muligt at fortsætte krigen og undgå at revolutionen bredte sig til tropperne ved fronten.
Både Dumaen og talrige arbejder og soldaterråd forsøgte at fylde det opståede magtvakuum. Dumaen var præget af borgerlige og liberale kræfter, mens sovjetterne (rådene) i varierede grad var præget af mensjevikker og bolsjevikker. Dumaen udnævnte en provisorisk regering den 23. marts 1917 under Georgij Lvov, som fungerede parallelt med sovjetterne.
Lenin, bolsjevikkernes leder, blev af den tyske hærledelse transporteret i tog fra sit eksil i Schweiz til Petrograd. Rygter vil vide, at han endda fik 40 mio. guldmark i støtte. Tyskland håbede at Lenin og bolsjevikkerne, som allerede i 1914 havde undsagt krigen, ville indgå en separatfred. I Petrograd formulerede Lenin den 17. april de såkaldte aprilteser, som udover kravet om en bolsjevikisk revolution også indeholdt krav om straks at afslutte krigen. Dette skulle ske i form af en fred uden anneksioner og betalinger.
Regeringen, som holdt fast i krigsmålene, iværksatte gennem krigs- og marineminister Aleksandr Kerenskij Kerenskijoffensiven, som imidlertid ret hurtigt brød sammen. Det blev stadig mere almindeligt at tropperne ved fronten deserterede, og at der blev indgået uofficielle våbenstilstande. Et kupforsøg i juli mod regeringen under Lvov blev afværget, og Kerenskij blev regeringschef, men situationen faldt ikke til ro.
Bolsjevikkerne blev stadig stærkere, da det ikke lykkedes for mensjevikkerne og den provisoriske regering i væsentlig grad at forbedre forholdene for befolkningen. Det lykkedes bolsjevikkerne at tilrane sig magten i sovjetterne i Moskva og Petrograd. Lev Trotskij blev formand for den militære revolutionskomite i Petrograd. Bolsjevikkernes ledere forberedte revolutionen og deres tilhængere bevæbnede sig. Den 22. oktober overtog revolutionskomiteen under Trotskijgarnisonen. I natten til den 25. oktober startede den såkaldte oktoberrevolution, hvor bolsjevikkerne besatte strategiske punkter i Petrograd og stormede Vinterpaladset, som havde fungeret som sæde for den provisoriske regering. Herefter overtog bolsjevikkerne regeringsmagten.
Den 22. november henvendte Lenin sig i et telegram til alle de russiske tropper med krav om at indgå midlertidige våbenstilstande med Centralmagterne, da den øverstkommanderende for de russiske tropper – general Nikolaj Dukhonin – nægtede at indgå i våbenstilstadsforhandlinger med Centralmagterne.
Efter bolsjevikkernes magtovertagelse begyndte den russiske borgerkrig, hvor tropper fra Ententen gik i land på russisk område for at hjælpe den Hvide arme i kampen mod kommunisterne. 2500 briter, 1500 franskmænd og 1500 italienere deltog i kampene. 70.000 japanere og 8000 amerikanske soldater gik i land i Russisk Fjernøsten. Frankrig placerede en flådeeskadre i Odessa, men den blev trukket tilbage efter at matroserne havde gjort opstand.

## Krigsåret 1918

### Fredsaftalerne mellem Centralmagterne og Russiske SFSR, Rumænien, Finland og Ukraine
Efter at der allerede den 5. december var indgået en våbenhvile af 10 dages varighed, som den 15. december blev afløst af en længerevarende våbenstilstand mellem Russiske SFSR og Centralmagterne, dikterede de sidstnævnte efter langvarige og af russerne undervejs afbrudte forhandlinger fredsbetingelserne i starten af marts 1918 umiddelbart efter Operation Faustschlag. I januar var der i Tyskland udbrudt heftige stridigheder mellem dele af den civile regering og hærledelsen. Man kunne i første omgang ikke blive enige om hvilken linje man skulle følge over for Rusland, og det gik så vidt at Hindenburg og Ludendorff den 7. januar 1918 tilbød at træde tilbage. Det endte med at denne aftale – hvorved Rusland i Europa blev indskrænket til grænserne fra før Peter den Store. Dette svarede i store træk til de mål det tyske udenrigsministerium havde fulgt siden 1914. Tilbagetrækningen af Rusland og den tyske dominans i Østeuropa skulle ikke – således som forskellige interessegrupper og Ludendorff havde krævet det – ske ved direkte annekteringer, men gennem uformel dominans i form af nye satellitstater, som politisk og økonomisk var knyttet til Tyskland. Dette gav også umiddelbare inden- og udenrigspolitiske fordele. Den ansvarlige statssekretær Richard von Kühlmann støttede – til Østrig-Ungarns og hærledelsens fortørnelse – tanken om "folkenes selvbestemmelsesret", hvilket gjorde det muligt for flertallet i Reichstag at underskrive Brest-Litovsk-freden uden at tabe ansigt. Ved denne opstod grundlaget for et system med tyske vasal- og klientstater, som gav Tyskland direkte politisk, økonomisk og militær indflydelse "fra Murmansk til Baku". Det i første omgang oversprungne spørgsmål om erstatninger blev – i størst mulig hemmelighed – forhandlet på plads i løbet af sommeren. Den 27. august blev der underskrevet en række tillægsaftager, hvorved Rusland bl.a. forpligtede sig til betaling af krigsskadeserstatninger p 6 mia. guldmark og til at anerkende Georgiens uafhængighed. Til gengæld fik Rusland lovning på at de tyske tropper ville blive trukket tilbage til Berezina, den estiske og lettiske grænse.
Endnu mens forhandlingerne i Brest-Litovsk var i gang, havde en delegation fra den ukrainske Zentralna Rada den 9. februar underskrevet en fredsaftale med Centralmagterne, hvorved landet de facto trådte ud af det russiske statsforbund. Den 12. februar overlod Rada-regeringen den af tyskerne formelt ønskede tilladelse til at gribe ind i Ukraine og besætte Kiev, som på daværende tidspunkt var besat af bolsjevikiske tropper. Mellem februar og april overtog tyske og østrig-ungarske tropper imidlertid kontrollen over hele det "uafhængige" Ukraine og besatte i strid med Brest-Litovsk-freden også Krim. (1. maj Sevastopol), hele Donetsbækkenet og 8. maj til sidst Rostov. Den russiske Sortehavsflåde trak sig tilbage til Novorossijsk, hvor hovedparten i en håbløs situation valgte at sænke sig selv den 17. og 18. juni. I forbindelse med besættelsen kom det til betydelige stridigheder mellem tyske og østrig-ungarske militærhovedkvarterer, da der hverken var etableret en fælles overkommando eller – i det mindste i de første måneder – lavet en afgrænsning af besættelseszonerne. Begge sider forsøgte i begyndelsen at opnå fordele ved at rykke hurtigt frem (f.eks. ved "kapløbet til Odessa"). Den tyske hærledelse afviste udstationering af østrig-ungarske tropper i Kiev, som var blevet besat af tyske enheder den 1. marts. Efter nogle uger blev de østrig-ungarske tropper tildelt guvernementerne Volhynien, Podolien, Kherson og Jekaterinoslav. Det var imidlertid kun Tyskland, som havde afgørende indflydelse på ukrainsk politik – i første række gennem den derværende armégruppechef Wilhelm Groener. Det ukrainske Zentralna Rada, som Centralmagterne i første omgang havde arbejdet sammen med imod Russiske SFSR, blev tyskerne hurtigt trætte af. Det blev betegnet som et handlingslammet studentikost konventikel. Den 28. april afsatte tyske officerer "på typisk preussisk-tysk maner" – med trukne våben og råbet "Hände hoch!" – den af rådet støttede ukrainske regering og fængslede ministrene. Dagen efter udråbte en forsamling af storgodsejere, som på tysk foranledning var samlet i Cirkus i Kiev en såkaldt "Hetmanat" under ledelse af den tidligere general Pavlo Skoropadskij. Denne marionetregering forblev ved magten, indtil de tyske tropper blev trukket tilbage i december. I dens regeringstid blev der frem til begyndelsen af november 1918 afskibet 34.745 vognladninger med levnedsmidler og råvarer (knap 20.000 til Østrig-Ungarn, 14.100 til Tyskland og resten til Bulgarien og Tyrkiet), og desuden erklærede den sig villig til at betale omkostningerne ved besættelsen.
Rumænien trådte ligeledes ud af krigen den 7. maj ved underskrivelsen af Fredsaftalen i Bukarest (våbenstilstanden var blevet indgået i Focșani den 9. december 1917). Aftalen indeholdt i første række politiske og økonomiske indgreb, herunder forpagtning af oliefelterne i 90 år til tyske selskaber, udelukkende eksport af landbrugsprodukter til Tyskland og Østrig-Ungarn, skjult betaling af krigsskadeserstatning fra Rumænien, fortsættelse af besættelse samt accept af tilsynsførende tyske embedsmænd i de rumænske ministerier. Videregående tyske krav – udenrigsministeriet havde oprindelig udover forpagtningen af havnen i Constanța også forsøgt at opnå en personalunion mellem Tyskland og Rumænien, dvs. at Wilhelm 2. også skulle være konge af Rumænien – undgik rumænerne, ikke mindst fordi Østrig-Ungarn, som oprindelig havde villet sikre sig en tilsvarende kontrol over Rumænien, gik imod de videregående tyske planer. Bulgarien forlangte hele Dobrogea og dermed, at Rumænien mistede adgangen til Sortehavet, hvilket imidlertid klart blev afvist af Tyrkiet. På denne måde neutraliserede de forskellige Centralmagters ønsker hinanden under forhandlingerne. Rumænien kom således, selv om det som den eneste krigsførende magt, havde lidt et komplet militært nederlag, og helt var besat af fjendtlige tropper – i det mindste hvad angik territorium – bemærkelsesværdigt uskadt ud af krigen: Østrig-Ungarn trumfede afståelse af nogle områder i Karpaterne igennem (den sidste territoriale gevinst dobbeltmonarkiet opnåede), Bulgarien fik det sydlige Dobrudscha, men Rumænien fik til gengæld det tidligere russiske Bessarabien (hvorved dets samlede areal endda blev større).
Tyskland indgik traktater med Finland og Georgien, som gjorde disse lande til hhv. den nordlige og sydlige hjørnesten i den planlagte tyske interessesfære. Den 7. marts blev der i Berlin underskrevet flere tysk-finske aftaler (herunder en fredsaftale), som bragte Finland i et politisk og økonomisk afhængighedsforhold af Tyskland. Den hvide finske regering (se finske borgerkrig), hvis repræsentanter havde underskrevet disse aftaler, vendte i april tilbage til Finland ledsaget af tyske interventionstropper. Den 9. oktober 1918 udpegede det finske parlament Frederik Karl af Hessen-Kassel til konge af Finland. Georgien, som den 26. maj havde erklæret sig uafhængigt, underskrev to dage senere i Poti den første af en række aftaler med Tyskland. I juni gik en lille tysk styrke i land i denne by og besatte efterfølgende Tiflis. De tyske tropper i Georgien blev hurtigt forstærket (den samlede styrke nåede i midten af september op på 19.000 mand). I Kaukasus tegnede der sig i sensommeren 1918 allerede konturerne til en ny tysk-britisk front, da der på samme tid opererede britiske tropper på den vestlige side af Kaspiske hav, som besatte Baku den 4. august.
I det nordlige Baltikum, hvis åbne eller skjulte annektering (også her var der oprindelig tanker om en personalunion) viste sig uigennemførlig af
indenrigspolitiske årsager i Tyskland, kom – i første række på initiativ af den tyske hærledelse – til et forsøg på at etablere et styre, som blev ledet af det tyske mindretal (Se Forenede Baltiske Hertugdømme. I Litauen gav den tyske politik indbyggerne mere plads, men det lykkedes alligevel at få en württembergsk greve valgt til kong Mindaugaus 2. Også det sachsiske kongehus havde i første omgang gjort krav på den litauiske trone.

### Krigen afgøres på Vestfronten og Centralmagternes sammenbrud
Den vigtigste årsag til at den tyske hærledelse gentagne gange greb ind for at få sat gang i forhandlingerne i Brest-Litovsk i begyndelsen af 1918 var at der hurtigst muligt skulle frigøres tropper til den forårsoffensiv, som siden november 1917 var blevet planlagt på Vestfronten. Mellem udgangen af 1917 og november 1918 blev der overført 63 divisioner fra Østfronten til Vestfronten. Yderligere 3 divisioner blev overført fra Balkan. Østrig-Ungarn forstærkede mellem januar og august 1918 den italienske front med 25 divisioner og fronten på Balkan med 5 divisioner, som hidtil havde været bundet på Østfronten. Antallet af tilbageværende divisioner var alligevel betydeligt. Da den tyske forårsoffensiv startede den 21. marts 1918 var der stadig 53 divisioner og 13 selvstændige brigader tilbage på Østfronten – i alt over 1 mio. tropper. Tyngdepunktet lå i Ukraine, som også den tyske hærledelse anså for en kunstig skabning, der – frygtede man – "automatisk ville blive forenet med Rusland", hvis de tyske og østrig-ungarske tropper blev svækket alt for meget. Frem til efteråret 1918 blev der alligevel efterhånden trukket yderligere 25 divisioner tilbage, så den samlede styrke i starten af oktober var faldet til omkring 500.000 tropper (fordelt på 8. armé i Baltikum, 10. armé i Hviderusland og Østpolen samt Heeresgruppe Kiev). Den østrig-ungarske besættelsesstyrke i Ukraine (2. armé) bestod i sommeren 1918 af 200.000 – 250.000, alt efter hvilken kilde man benytter.
Alle tyske enheder fra Østfronten gennemgik en intensiv "fædrelandsundervisning", inden de blev indsat på Vestfronten, da hærledelsen under indtryk af det efter årsskiftet 1917/1918 hurtigt stigende antal alvorlige disciplinære episoder – fravær, desertering, lydighedsnægtelse – gik ud fra, at oplevelserne under den russiske revolution havde haft en effekt på troppernes pålidelighed. I september 1918 – uger før matroserne i Kiel gjorde oprør – kom det til de første bevæbnede sammenstød mellem menige og officerer i Rivne, Sjepetivka, Kiev og Polotsk. I Kharkiv gjorde soldater oprør mod en befaling om overførsel til Vestfronten og hejste røde faner. Den allerede forberedte besættelse af Petrograd og Murmansk (Se Operation Schlussstein) blev i slutningen af september opgivet, bl.a. på grund af denne udvikling, og det samme blev et planlagt fremstød fra Georgien mod Baku. Ludendorff indrømmede den 17. oktober over for Maximilian von Baden, at hovedparten af de tyske tropper på Østfronten ikke længere kunne anvendes offensivt, og kun besad "en vis kampkraft".
Allerede den 13. november 1918, to dage efter Våbenstilstanden i Compiègne, som markerede afslutningen på 1. verdenskrig, annullerede den Russiske Føderative Sovjetrepubliks regering Brest-Litovsk-freden. Straks efter verdenskrigens afslutning blev Østeuropa præget af den russiske borgerkrig, grundlæggelser eller udvidelser af nationalstater og politisk-sociale opstande, der betød at store dele af området fortsat var krigsområde indtil 1920/1921.

## Tab
Tabene på russisk side er vanskelige at opgøre på grund af mangel på oplysninger. Man regner med omkring 1,3 mio. døde. Dette svarer til de tab som Frankrig og Østrig-Ungarn havde. Der blev imidlertid taget 3,9 mio. russere til fange, hvilket var det største antal blandt de krigsførende magter. Østrig-Ungarn fik 2,2 mio. soldater taget til fange. På Vestfronten under 1. verdenskrig blev der i alt taget 1,3 mio. fanger på begge sider, dette skyldtes dog de særlige forhold i forbindelse med skyttegravskrigen.

## Den glemte front: Historieskrivningen om Østfronten under 1. verdenskrig
I historieskrivningen om 1. verdenskrig har Østfronten kun fået en beskeden rolle. I værker om Tysklands østpolitik omtaler man f.eks. kun kort området Ober Ost eller udelader det helt. Andre hændelser, såsom Centralmagternes krig mod Rumænien er omtrent blevet glemt.
Briten Norman Stone skrev den første omfattende og gode gennemgang af begivenhederne på Østfronten. Hans bog fra 1975 The Eastern Front 1914–1917 understreger vigtigheden af slagene på Østfronten for hele krigens militære forløb. Det lykkes ham at drage nogle interessante konklusioner.
Han nøjes ikke med en rekonstruktion af begivenhederne i øst, men stiller spørgsmålstegn ved de tidligere dragne konklusioner. Således betvivler Stone at økonomien i det russiske kejserrige var langt bagefter. Ifølge hans dokumentation var zarriget inde i et indtil da ukendt økonomisk opsving. Ruslands svaghed bestod ifølge Stone i den forældede administration. Det var her man skulle finde årsagen til forsyningsvanskelighederne og den dårlige styring af hæren. Stones fremstilling siger imidlertid ikke noget om de områder som Centralmagterne erobrede og besatte.
Det er stadig overskrifter som "Verdun", "Somme“, "skyttegravskrig", og "gaskrig", der karakteriserer 1. verdenskrig; men det er kun noget der vedrører Vestfronten. Krigsromaner som Erich Maria Remarques Intet nyt fra Vestfronten var med til at præge dette billede, og derfor var Østfronten ikke i vestlige historikeres forskning. Journalisten Sven Felix Kellerhoff rammer det ganske præcis med sin observation: "men hvem ved, at de forholdsvis største tabstal under disse slag ikke forekom i skyttegravskrigen i Belgien eller Østfrankrig, men derimod i Slaget i Karpaterne?".
Senest med Stones udregninger bør det stå entydigt klart, at krigen i øst markant adskiller sig fra begivenhederne på Vestfronten. Da fronten i vest var stivnet blev der i øst fortsat udkæmpet en bevægelseskrig. Årsagerne hertil ligger i de sparsomme kommunikationsmuligheder og dårlige veje på Østfronten. Derfor kunne gennembrud på fronterne ikke stoppes nær så hurtigt som i Frankrig. Østfronten strakte sig over tusinder af kilometer med meget forskelligt terræn i modsætning til den blot 800 km lange Vestfront.
Først i de nyere og nyeste vestlige forskning og bøger om 1. verdenskrig er Østfronten igen kommet i fokus. Det tyske militærhistoriske kontor i Potsdam afholdt i august 2004 en konference om "Die vergessene Front". Førende militærhistorikere fra 8 lande mødtes her. Blandt andre deltog den amerikanske historiker (af litauisk afstamning) Vejas Gabriel Liulevicius på konferencen. Med hans bog Kriegsland im Osten om området Ober Ost bidrog han i 2002 med den første omfattende vestlige beskrivelse af den tyske besættelse af Baltikum under 1. verdenskrig og lukkede hermed et hul i forskningen.

## Eksterne kilder
- En tysk officers fotografier på flickr.com